# Geffery Morgan
A Geffery Morgan, a UB40 brit együttes hatodik albuma, amelyet 1984-ben adtak ki.

## Számok
1. Riddle Me
2. As Always You Were Wrong Again
3. If It Happens Again
4. D.U.B.
5. The Pillow
6. Nkomo-A-Go-Go
7. Seasons
8. You're Not an Army
9. I'm Not Fooled So Easily
10. Your Eyes Were Open